# مکتب مصر
مکتب مصر مکتب معماری اسلامی بود از قرن دوم تا هفتم هجری ادامه داشت. این دوره مصادف با مکتب عراق است. الگو برداری‌ها دقیقاً از مکتب عراق است. در واقع هنرمندان مصری چنان شیفته آثار مکتب عراق بودند که مشابه همان مکتب معماری را در مصر تکرار کردند. مسجد ابن طولون (۲۶۵ ه. ق) و مدرسهٔ اسلامی جامع الازهر (۳۶۲ ه. ق) از بناهای این مکتب هستند.

## برخی آثار
- مسجد ابن طولون
- مدرسهٔ اسلامی جامع الازهر

## فهرست منابع
ذکرگو، امیرحسین. سیر هنر در تاریخ ۲. انتشارات مدرسه. ۱۳۸۱